# 2017 في ساحل العاج
فيما يلي قوائم الأحداث التي وقعت خلال عام 2017 في ساحل العاج.

## سياسة

### تعيين في المنصب
- 10 يناير – أمادو غون كوليبالي رئيس وزراء ساحل العاج  [لغات أخرى]‏.

## رياضة
- 1 يناير – الألعاب الفرانكوفونية 2017
- 1 يناير – ساحل العاج في بطولة العالم للألعاب المائية 2017

## وفيات

### أبريل
- 26 أبريل – مويسي برو أبانغا (مواليد 1982) لاعب كرة قدم.[1]

### يونيو
- 5 يونيو – شيخ تيوتي (مواليد 1986) لاعب كرة قدم إيفواري.[2]

### يوليو
- 10 يوليو – أوجين كوفي كوامي (مواليد 1988) لاعب كرة قدم إيفواري.[3]